# Schweizerisches Hilfswerk Kinder in Not
Das Schweizerische Hilfswerk Kinder in Not ist im Jahr 1979 von Brave Hyppolite als politisch und konfessionell neutrales Hilfswerk für Kinder in der „Dritten Welt“ in Zürich gegründet worden. Die Organisation ist seit dem vor allem in Afrika und Haïti tätig. Kinder in Not ist als gemeinnützige Institution anerkannt und steuerbefreit. Das Hilfswerk finanziert sich über private Spenden und Projektpatenschaften.

## Konzept
Im Zentrum der Arbeit steht die Gesundheit, Ernährung und Schulbildung des Kindes. Das Hilfswerk verfolgt keine Grossprojekte. Lokale Projekte werden in Zusammenarbeit mit der Bevölkerung realisiert. Eine den örtlichen Gegebenheiten angepasste Arbeitsweise sowie die enge Zusammenarbeit mit der Dorfbevölkerung stellen die Integration der Projekte in den Alltag sicher und geben Impulse für eine dauerhafte Entwicklung.
Die Projektpartner sind in der Regel ortsansässige Organisationen und Basisgemeinschaften.
Etwa 75 Hilfsprojekte wie Gesundheitsstationen, Ernährungszentren für Kleinkinder, Schulen, Geburtshilfestationen, Alphabetisierungszentren für junge Mütter, Kinderspitäler, Wasserversorgungsanlagen und Landwirtschaftsschulen wurden realisiert.

## Einsatzgebiete
Die Organisation setzt sich dafür ein, die Not der Bevölkerung in verschiedenen Ländern Afrikas wie Mauretanien, Mali, Niger, Senegal, Burkina Faso, Guinea-Bissau, Äthiopien, Kenia, Ruanda, Burundi, Tansania, Somalia sowie in Haiti zu lindern.
In der Tabelle sind einige der Projekte aufgelistet.
| Land                           | Projekt |
| Niger, Tillabéri               | Grundnahrungsmittel und Saatgut für 10 Dörfer |
| Burundi, Rutana                | Bau einer Geburtsstation und Errichtung der Trinkwasserversorgung                                                                                                 |
| Burkina Faso, Bam              | Landwirtschaftliches Anbauprogramm und Bau von sieben Gesundheitsstationen                                                                                        |
| Äthiopien, Somali              | Umfassendes Aufbauprogramm für Mütter im Süden Äthiopiens |
| Äthiopien, Mendida             | Erschliessung des Grundwassers und Bau von sechs Brunnen mit Solarwasserpumpen                                                                                    |
| Mauretanien, Boer Toress       | Medizinische Betreuung, Mahlzeiten für unterernährte Kinder, Schulung der Mütter                                                                                  |
| Mali, Gourma-Rharous           | Brunnenbau: Mit Hand- und Pedalpumpen wird Wasser an die Oberfläche befördert                                                                                     |
| Tansania, Kongwa/Region Dodoma | Sauberes Trinkwasser und medizinische Grundversorgung |
| Äthiopien, Aje                 | Jugendliche in Äthiopien sollen sich ein Leben aufbauen können |
| Burundi, Ruyigi                | Wasserregulierungsmassnahmen helfen den Menschen nun auch während der Trockenzeit genügend zu essen zu haben.                                                     |
| Guinea-Bissau                  | Zusammen mit den Dorfbewohnern Brunnen für 10 Dörfer bauen und somit 5000 Menschen Zugang zu genügend und sauberem Trinkwasser verschaffen.                       |
| Senegal, Mbacké                | Alphabetisierungsprogramm für Mütter, Ausrüstungs bestehender Zentren, Schulmaterial, Ausbildung von Lehrern, Förderung von Basisgruppen                          |
| Burkina Faso, Oubritenga       | Wasser für die Felder und ausreichende Ernährung: Durch den Bau von Wasserrückhaltebecken konnte die Anbauzeit verlängert und die Anbaufläche vergrössert werden. |
| Guinea-Bissau, Bissorã         | Eine bereits bestehende Krankenstation konnte renoviert und mit der nötigen Ausstattung ausgerüstet werden                                                        |
| Niger, Aneye                   | Errichtung eines Gesundheitszentrums |
| Senegal, Pambal                | Errichtung einer Schule für Kinder |
| Mauretanien, Taguilalett       | Errichtung einer einfachen und zweckmässigen Gesundheitsstation für über 8'000 Personen                                                                           |
| Mali, Banankoro                | Wasserversorgung für Gemüse- und Getreideanbau, Ausbildungszentrum, Ackerbau; Errichtung einer Getreidemühle                                                      |
| Mali, Sanankoroba              | Ein Ausbildungszentrum für Mütter: Alphabetisierung, Wasserversorgung und die Fertigung einfacher Handelsprodukte                                                 |

## Förderverein
1984 wurde der Förderverein Freunde von Kinder in Not gegründet, mit dem Ziel, das kleine Hilfswerk finanziell, ideell und organisatorisch zu unterstützen.

## Krise
Im Juli 2015 berichtete die Zeitschrift Beobachter, dass der Verein Kinder in Not zerstritten sei. Seit Anfang 2014 gehe kein Geld mehr an Bedürftige.

## Belege
1. ↑  Die Geschichte von KINDER IN NOT. In: www.kinderinnot.ch. März 2021, abgerufen am 13. Februar 2023.
2. ↑  Schwerpunkte. In: www.kinderinnot.ch. Abgerufen am 13. Februar 2023.
3. ↑  Projekte. „Kinder stehen im Mittelpunkt“. In: www.kinderinnot.ch. Abgerufen am 13. Februar 2023.
4. ↑  Beobachter, 24. Juli 2015